# Fort Jones
Fort Jones je město v okrese Siskiyou County ve státě Kalifornie ve Spojených státech amerických.
V roce 2010 zde žilo 839 obyvatel. S celkovou rozlohou 1,56 km² byla hustota zalidnění 540 obyvatel na km².